# Florida (provins)
För andra betydelser, se Florida (olika betydelser).

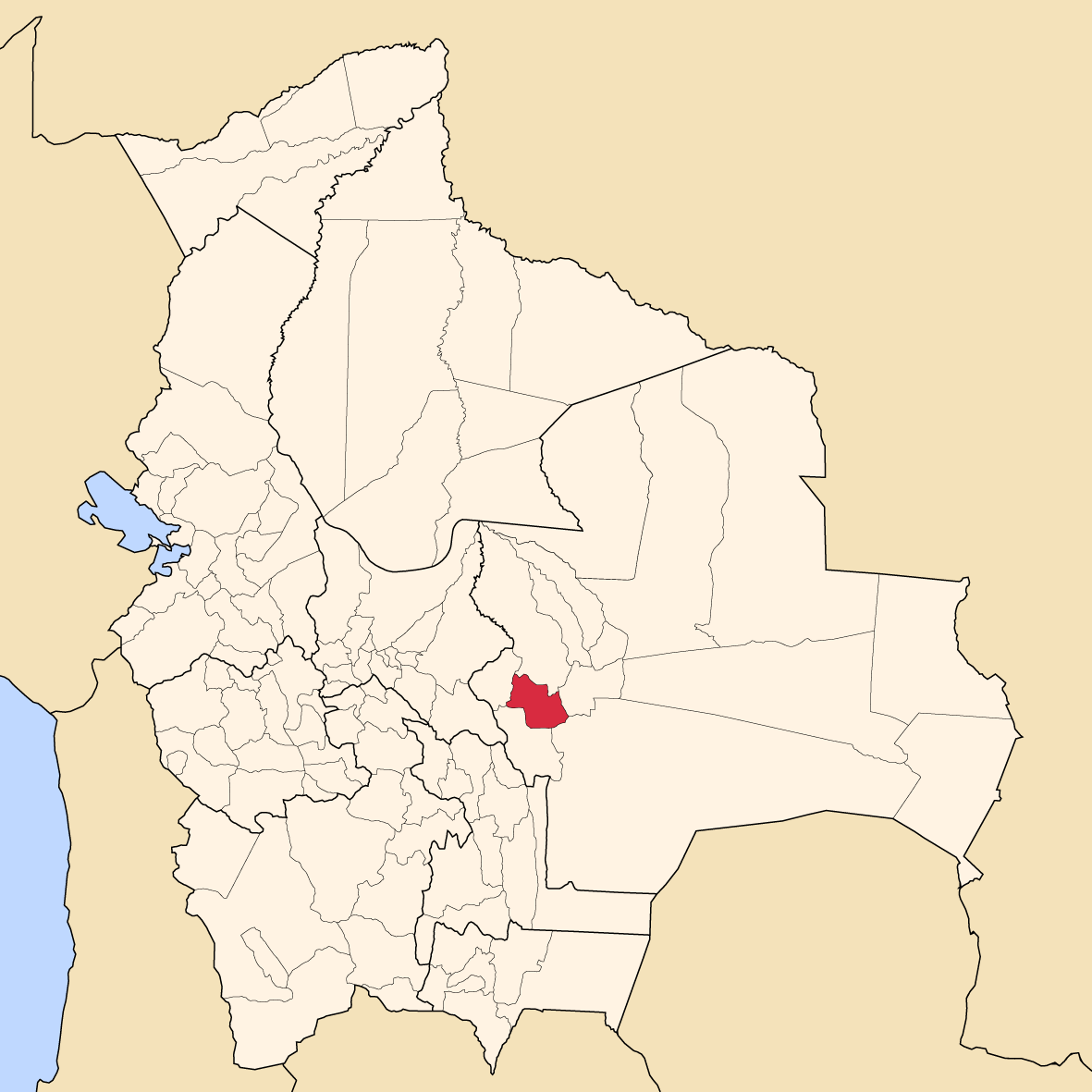
Provinsens läge i Bolivia

Florida är en provins i departementet Santa Cruz i Bolivia. Den administrativa huvudorten är Samaipata.
Provinsen består av fyra kommuner:
1. Samaipata
2. Pampagrande
3. Mairana
4. Quirusillas